# 黑姆丁根
黑姆丁根是德国石勒苏益格－荷尔斯泰因州的一个市镇。总面积16.42平方公里，总人口1653人，其中男性813人，女性840人（2011年12月31日），人口密度101人/平方公里。